# Mahmut Atalay
Mahmut Atalay (Aorum, Turquía, 30 de marzo de 1934-4 de diciembre de 2004) fue un deportista turco especialista en lucha libre olímpica donde llegó a ser campeón olímpico en México 1968.

## Carrera deportiva
En los Juegos Olímpicos de 1968 celebrados en México ganó la medalla de oro en lucha libre olímpica estilo peso wélter, por delante del luchador francés Daniel Robin (plata) y del mongol Tömöriin Artag (bronce).